# Gefäßsporenpflanzen
Die Einteilung der Lebewesen in Systematiken ist kontinuierlicher Gegenstand der Forschung. So existieren neben- und nacheinander verschiedene systematische Klassifikationen. 
Das hier behandelte Taxon ist durch neue Forschungen obsolet geworden oder ist aus anderen Gründen nicht Teil der in der deutschsprachigen Wikipedia dargestellten Systematik.

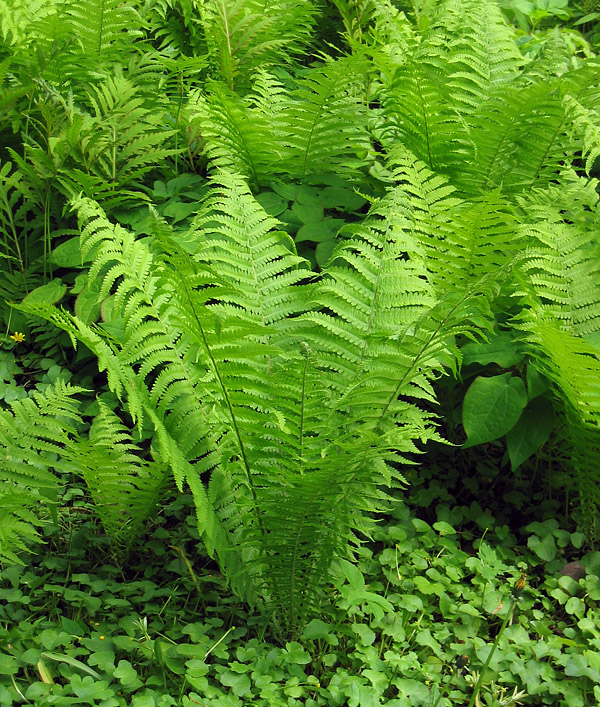
Straußenfarn (Matteuccia struthiopteris)

Die Gefäßsporenpflanzen (Pteridophyta) oder Farnartigen Pflanzen waren lange Zeit eine systematische Großgruppe der Gefäßpflanzen. Sie umfasste die sporenbildenden Gefäßpflanzen (im Gegensatz zu den samenbildenden): Bärlapppflanzen und Farne. Die beiden Gruppen sind jedoch nicht näher verwandt, die Farne sind mit den Samenpflanzen näher verwandt als mit den Bärlapppflanzen. Daher werden die Gefäßsporenpflanzen heute nicht mehr als taxonomische Gruppe betrachtet.

## Merkmale
Farnpflanzen sind primär an das Landleben angepasst, und zwar noch wesentlich stärker als die Moose. In ihrem Generationswechsel dominiert der Sporophyt, also die diploide Generation.

### Gametophyt
Der Gametophyt, die haploide, sexuelle Generation, wird hier Prothallium genannt. Der Gametophyt stellt, anders als bei den Samenpflanzen, eine vom Sporophyten vollkommen unabhängige Lebensform dar, die sich meist autotroph oder seltener saprophytisch ernährt. Er ist meist kurzlebig und wird nur wenige Wochen alt. Kommt es zu keiner Befruchtung, kann er auch einige Jahre überdauern. Er wird maximal wenige Zentimeter groß und ist meist thallös, wodurch er einem thallösen Lebermoos ähnelt. Es gibt zahlreiche Abwandlungen, der typische Aufbau ist jedoch folgender: Das Prothallium ist ein einfacher, grüner Thallus, der an der Unterseite Rhizoide besitzt, mit denen er am Boden befestigt ist. Am Prothallium entstehen auf der Unterseite zahlreiche Geschlechtsorgane, die Gametangien. Die (männlichen) Antheridien produzieren mobile Spermatozoide und die (weiblichen) Archegonien produzieren sessile Eizellen. Die Befruchtung ist wasserabhängig.

### Sporophyt
Im Gegensatz zu den Moosen ist der Sporophyt eine selbständige, grüne Pflanze, die nicht auf die Versorgung durch den Gametophyten angewiesen ist. Bei den Bärlapppflanzen, den Schachtelhalmen und den echten Farnen ist der Sporophyt in Achse, Blätter und Wurzel gegliedert. Die ausgestorbenen Urfarne hatten nur blattlose Gabeltriebe, ihnen fehlten auch wie den rezenten Gabelblattgewächsen die Wurzeln. Der Sporophyt ist also ein echter Kormus.
Der Embryo bildet bei den rezenten Vertretern kurz nach den ersten Zellteilungen der Zygote ein Haustorium (Fuß) sowie einen Wurzelscheitel, einen Stammscheitel und einen Blattscheitel. Aus diesen entwickelt sich die erste Wurzel, der Stamm und das erste Blatt (Kotyledone). Die Wurzel entwickelt sich nicht wie bei den Samenpflanzen, sondern entsteht endogen aus dem Spross. Die Gefäßsporenpflanzen besitzen also eine primäre Homorhizie.
Die drei Grundorgane wachsen bei den meisten Vertretern mit Scheitelzellen, nicht mit Meristemen. Die Verzweigung erfolgt gabelig oder seitlich, nie jedoch aus den Blattachseln. Die Wurzeln besitzen eine Wurzelhaube. Die Seitenwurzeln entstehen nicht wie bei den Samenpflanzen im Perizykel, sondern in der innersten Rindenschicht. Die Blätter ähneln denen der Samenpflanzen: Sie besitzen eine Cuticula und Spaltöffnungen, allerdings besitzen die Epidermiszellen meist Chloroplasten. Die Leitbündel sind wohldifferenziert. Das Xylem besteht aus Tracheiden, selten (etwa bei Pteridium) sind auch Tracheen vorhanden. Vorherrschend sind konzentrische Leitbündel mit Innenxylem. Die Zellwände sind mit Lignin verstärkt.
Sekundäres Dickenwachstum mittels Kambium kommt bei rezenten Gruppen nur selten und schwach ausgeprägt vor. Bei manchen fossilen Gruppen war es verbreitet.

### Sporangien
Die Sporangien werden meist an Blättern gebildet, nur bei den ursprünglichsten Gruppen direkt an Sprossachsen. Die Sporangien selbst sind sehr vielgestaltig. Die sporangientragenden Blätter heißen Sporophylle und sind oft einfacher gebaut als die rein assimilierenden Blätter (Trophophylle).
Die Sporangien umschließen das Archespor (das sporogene Gewebe). Die Zellen des Archespor runden sich ab und werden zu (meist 16) Sporenmutterzellen. Durch Meiose entstehen aus jeder dieser Sporenmutterzellen vier haploide Meiosporen, die häufig tetraedrisch angeordnet sind. Das sporogene Gewebe ist oft von einer Nährschicht umgeben, dem Tapetum.
Die Sporen sind meist gelblich bis bräunlich und in der Regel chlorophyllfrei. Die Wand gliedert sich in ein inneres Endospor und ein widerstandsfähiges äußeres Exospor, auf dem noch ein Perispor (Perine) aufgelagert ist.
Bei den meisten Gruppen sind die Sporen gleichartig (isospor), aus ihnen entwickeln sich zwittrige Prothallien. Mehrfach haben sich unabhängig zweihäusige Gruppen entwickelt, bei denen die Prothallien rein männlich oder weiblich sind. Bei manchen Gruppen hat dies auch zu zwei Sporenformen geführt (Heterosporie): großen, nährstoffreichen weiblichen Megasporen und kleinen, männlichen Mikrosporen. Diese werden getrennt in Mega- beziehungsweise Mikrosporangien gebildet.

## Systematik
Die Gefäßsporenpflanzen sind eine paraphyletische Gruppe, das heißt, sie umfasst nicht alle Nachkommen ihres letzten gemeinsamen Vorfahren.
Zu den Gefäßsporenpflanzen zählten folgende Gruppen:
- Abteilung Gefäßsporenpflanzen
  - Klasse Bärlapppflanzen (Lycopodiopsida)
  - Klasse Psilotopsida
  - Klasse Schachtelhalme (Equisetopsida)
  - Klasse Marattiopsida
  - Klasse Echte Farne (Polypodiopsida)

Die letzten vier Klassen werden heute vielfach als eigene Gruppe Farne (Monilophyten) zusammengefasst, da sie eindeutig monophyletisch sind. Sie sind die Schwestergruppe der Samenpflanzen, mit denen sie in der Gruppe der Euphyllophyten zusammengefasst werden. Deren Schwestergruppe sind die Bärlapppflanzen.